# Marli Quadros Leite
Marli Quadros Leite é uma linguista brasileira conhecida por suas pesquisas sobre preconceito linguístico, metalinguagem, análise da conversação e história da linguística. É professora titular da da Faculdade de Filosofia, Letras e Ciências Humanas da Universidade de São Paulo e, atualmente, pró-reitora de cultura e extensão da USP.